# Поликарбонат
Поликарбонатите са група термопластични полимери. В тях остатъците от мономерите се съединяват с въглеродни групи (-O-CO-O-) в дълга молекулна верига. Намират широко приложение, едно от които е за оптични стъкла.
Поликарбонатът има висока устойчивост на удар. Устойчив е на външни влияния. Материалът не се изменя от атмосферните въздействия, тъй като има специален UV-защитен слой. Не изменя механичните и оптичните си свойства в температурни граници от –40 до +120 °C.
Топлопроводността играе важна роля при използване на поликарбоната за остъкляване на сгради. Тя допринася за постигане на топлоизолация и енергийната ефективност. Слоят въздух затворен между пластовете на клетъчния поликарбонат е отличен топлоизолатор. Дори най-тънките плоскости с дебелина 4 мм превъзхождат с два пъти степента на топлоизолация при обикновеното остъкляване. Така се постига около 30 % спестяване на енергия.
Гъвкавостта на листовете ги прави идеален материал за покриване на повърхности със сложна геометрична форма. Благодарение на еластичните връзки поликарбонатът се поддава на огъване дори в студено състояние като това не влияе на здравината на листа. Всяка дебелина на панелите се характеризира с определен минимален радиус на огъване.
Поликарбонатът е пожаробезопасен. Той спира разпространението на пожара и при температурно разрушение не представлява опасност за живота. Това означава, че изгарянето му не е съпроводено с отделяне на вредни вещества, както е при други видове пластмаси, т.е. той е екологично безопасен.
Поликарбонатът е дълговечен и не изменя свойствата си продължително време. Гаранциите за запазване на качеството на клетъчния поликарбонат са за 10 – 12 години.

## Характеристики
- Плътност – 1,20 g/cm³
- Температура на топене – 267 °C
- Специфична топлоемкост – 1,2 – 1,3 kJ/kg·K
- Показател на пречупване 1,585 ± 0,001
- Способност да пропуска светлината – около 90% ± 1 %

## Производство
Основният поликарбонатен материал се произвежда чрез реакция на бисфенол А (BPA) и фосген COCl2. Цялостната реакция може да бъде написана както следва:
Първата стъпка на синтеза включва третиране на бисфенол А с натриев хидроксид, което deprotonates на хидроксилните групи на бисфенол А.
(HOC 6 Н 4) 2 СМез 2 + 2 NaOH → Na 2 (OC 6 Н 4) 2 СМез 2 + 2 H 2 O
На дифеноксид (Na 2 (OC 6 Н 4) 2 СМез 2) реагира с фосген до получаване на хлороформат, който впоследствие е атакуван от друг феноксид. Нетната реакция от дифеноксида е:
Na 2 (OC 6 H 4) 2 CMe 2 + COCl 2 → 1 / n [OC (OC 6 H 4) 2 CMe 2] n + 2 NaCl
По този начин годишно се произвежда приблизително един милиард килограма поликарбонат. Много други диоли са тествани вместо бисфенол А (например, 1,1-бис (4-хидроксифенил) циклохексан и дихидроксибензофенон). Циклохексанът се използва като комономер за потискане на тенденцията на кристализация на продукт, получен от ВРА. Тетрабромбисфенол А се използва за повишаване на огнеустойчивостта. Тетраметилциклобутандиол е разработен като заместител на BPA.
Алтернативен начин за производство на поликарбонатите включва трансстерификация от ВРА и дифенил карбонат :
(HOC 6 Н 4) 2 СМез 2 + (С 6 Н 5 O) 2 CO → 1 / п [ОС (О 6 Н 4) 2 СМез 2] п + 2 ° С 6 Н 5 ОН
Дифенил карбонатът се получава частично от въглероден монооксид, като този начин е по-нов от метода на с фосгена.